# Hostivice
Hostivice (deutsch Hostiwitz) ist eine Stadt westlich von Prag in der Tschechischen Republik. Die Fläche der Stadt beträgt 14,60 km².

## Geographie
Hostivice liegt an der Autobahn D6 nach Karlsbad und grenzt unmittelbar an den Flughafen Prag. Die Stadt befindet sich an der Einmündung des Baches Jenečský potok in den Litovický potok.

## Geschichte
Die erste urkundliche Erwähnung des Ortes entstammt dem Jahr 1277. Das Stadtrecht besteht seit dem Jahr 1978.

## Sehenswürdigkeiten
Zu den Sehenswürdigkeiten der Stadt gehört das barocke Schloss aus den Jahren 1689 bis 1697. Es wurde in den Jahren 1977 bis 1983 restauriert.

## Ortsgliederung
Zur Stadt Hostivice gehören die Ortschaften Litovice (Littowitz) und Břve (Steg).

## Persönlichkeiten
- František Xaver Franc (1838–1910), böhmischer Gärtner und Amateurarchäologe